# Bright/Kauffman/Crane Productions
Bright/Kauffman/Crane Productions is een productiebedrijf opgericht door Kevin Bright, Marta Kauffman en David Crane. Het bedrijf is het meest bekend door hun productiewerk voor de Amerikaanse sitcom Friends, die van 1994 tot 2004 op NBC werd uitgezonden. Andere series door B/K/C zijn Veronica's Closet and Jesse.